# 内藤元珍
内藤 元珍（ないとう もとよし）は、安土桃山時代から江戸時代にかけての武将。毛利氏の家臣。内藤元盛の長男で、母は内藤隆春の娘・綾木大方。粟屋元豊の兄。子に志道元宣、志道元義。通称は孫兵衛尉。

## 生涯
毛利氏の家臣である内藤元盛（佐野道可）の長男として生まれたが、父・元盛とは不仲であったと伝えられている。
父・内藤元盛（佐野道可）が大坂の陣にて独断で豊臣方について大坂城に入城したが（主家の意向を受けたとも言われるが、諸説あり）、落城して逃走中に捕らえられて切腹させられた佐野道可事件で、徳川氏により京都に呼び出された際、特に弁明できなかったが、大坂城に入城しなかったため許されて帰国した。
しかし、帰国して早々、吉川広家や福原広俊らの進言を受けた毛利輝元に切腹を命じられ、元和元年（1615年）10月19日に富海の龍谷寺で自害した。享年34。なお、当時大目付であった柳生宗矩が、元珍の切腹を悼む旨の書状を元珍の伯父・宍戸元続や都野惣右衛門らに送っている。戒名は玉江院殿松月久安居士で、山口県宇部市の瑞松庵に墓所がある。
この事件後、元珍の長男・元宣は母方の志道姓を称し、隠忍の日々を過ごすが、孫の隆昌の代に内藤姓に復し、毛利氏の家臣として明治維新まで存続した。

## 内藤久太郎
内藤元珍は、同じく毛利氏の家臣である「内藤久太郎」という人物と同一人物である可能性が指摘されている。
内藤久太郎は、天正17年（1589年）頃の毛利氏の惣国検地に基づいて作成された「八箇国時代分限帳」にも名前が確認され、慶長5年（1600年）8月の安濃津城の戦いにも参加した。また、慶長10年（1605年）に熊谷元直や天野元信らが誅殺された五郎太石事件の後に書かれた家中連署起請文に「内藤久太郎」と署名している。
以上の内藤久太郎の経歴が元珍のものとすると、慶長10年時点で24歳なのにいまだ官渡授与が行われていないこととなる。これは長門国の名門である内藤氏の当主に対する処遇としては不自然であるため、元珍が正式に内藤氏の家督を継ぐのはこれ以後ということになる。また、天正17年頃に不行跡を理由として毛利氏を追放されたとも言われる元盛が、この時点でも毛利氏家中にいた証左とされる。